# Von Henniggambiet
Het Von Henniggambiet is bij het schaken een opening waarin materiaal geofferd wordt (een gambiet). Het is een variant van de Caro-Kann opening, die in dit geval wordt bereikt via de Van Geetopening. De zetten zijn
1. Pc3 (de Van Geetopening) d5
2. e4 c6 (de Caro-Kann)
3. d4 dxe4
4. Lc4

Het gambiet is vernoemd naar de Duitse marineofficier en schaakspeler Heinz Von Hennig (1883—1947).